# Macrocentrus pulchripennis
Macrocentrus pulchripennis är en stekelart som beskrevs av Muesebeck 1932. Macrocentrus pulchripennis ingår i släktet Macrocentrus och familjen bracksteklar. Inga underarter finns listade i Catalogue of Life.